# Jewgeni Lwowitsch Schwarz

Jewgeni Lwowitsch Schwarz

Jewgeni Lwowitsch Schwarz (russisch Евгений Львович Шварц, wiss. Transliteration Evgenij L'vovič Švarc; * 9.jul. / 21. Oktober 1896greg. in Kasan; † 15. Januar 1958 in Leningrad) war ein russischer Schriftsteller und Dramatiker.

## Leben
Er wuchs als Sohn des Landchirurgen Lew Borisowitsch Schwarz und dessen Ehefrau Marja Fjodorowna geborene Schelkowa auf. Als er zwei Jahre alt war, zog die Familie von Kasan nach Maikop im nördlichen Kaukasus. Später war sein Vater als Arzt eines Salzbergwerkes im Donbass tätig.
Von 1914 bis 1916 studierte Jewgeni Schwarz in Moskau und Rostow am Don Rechtswissenschaften. Dieses Studium brach er wegen seiner Teilnahme am Ersten Weltkrieg ab und tingelte als Schauspieler durch Provinztheater.
Im Oktober 1921 ging er zusammen mit seiner Frau, der Schauspielerin Gajane Chaladshijewa, und Theaterenthusiasten aus Rostow nach Petrograd und arbeitete 1923/24 für die Kinderzeitschriften Tschish (Zeisig) und Josh (Igel). Zu Beginn der 1930er Jahre trennte sich Schwarz vom Kinderbuch-Lektorat und wechselte wieder ans Theater als Dramaturg und Autor.
Der Autor und Leiter der Kinderbuchabteilung des Staatsverlages Samuil Marschak hatte Schwarz dazu ermutigt, selbst Stücke zu verfassen.
Schwarz schrieb – oft von Autoren wie Hans Christian Andersen, Nikolai Gogol oder E.T.A. Hoffmann inspiriert – vor allem ca. 30 Märchenstücke und gebrauchte deren Symbole, Motive und Figuren, um die politischen und ideologischen Verhältnisse seiner Zeit anzuprangern.

## Werke (Auswahl)
- Die Geschichte der alten Balalaika (1925)
- Abenteuer auf der Treppe
- Das gewöhnliche Wunder
- Aschenbrödel
- Der nackte König (1934) nach Hans Christian Andersen
- Die verzauberten Brüder, vertont von Christopher Blenkinsop, Frank Schneider 1995/96 und Krzysztof Meyer
- Der zerstreute Zauberer
- Abenteuer von Shura und Marusja, Jemand anderes Mädchen (1937)
- Märchen von der verlorenen Zeit, verfilmt 1964 als Das Märchen von der verlorenen Zeit
- Rotkäppchen (1937), vertont von Floh de Cologne mit Dieter Süverkrüp
- Die Schneekönigin (1938), verfilmt 1966 von Gennadi Kasanski als Die Schneekönigin
- Der Schatten (1940), vertont von Fritz Geißler 1973/74, Phantastische Oper in vier Bildern und einem Epilog, Libretto von Günter Lohse
- Der Drache (1943), vertont von Paul Dessau 1967–1969 als Lanzelot, Oper in 15 Bildern; verfilmt 1988 als Den Drachen töten im Rahmen einer sowjetisch-deutschen Koproduktion
- Erstklässler (1949)
- Don Quichotte, 1956 als Drehbuch geschrieben
- Die verzauberte Marie, 1958 als Drehbuch geschrieben
- Zar Wasserwirbel